# مسجد أحمد يحيى (سنغافورة)
مسجد أحمد يحيى هو مسجد يقع في سنغافورة، يقع المسجد في منطقة بونا فيستا عند تقاطع طريق جنوب بونا فيستا الطرق ولورونغ سرهد .

## البناء
في الأصل مسجد بني مسجد أحمد يحيى في عام 1934  على قطعة أرض قدمها السيد على أحمد يحيى، ومن هنا جاءت تسمية الاسم، وقد تم إعادة بناء المسجد مع مرافق أفضل، المسجد يخدم المقيمين والعاملين في جميع أنحاء المنطقة .

## وصلات خارجية
- التجول الافتراضي في مسجد أحمد